# 太阳直射点
太阳直射点是太阳高度角（太阳光入射角度）为90度的点，它是地心与日心连线和地球球面成90度的交点。又稱作日下點 (subsolar point)。
太阳直射点所在的经线的地方时理論上为正午12时，但需視乎該地政府所定下的時區為多少而定。

## 運動规律

### 週日運動
以地球為參照物，太阳直射点總是向西移动，每小时移过15度经度。

### 週年回歸運動
太陽直射點所在的位置按季節變化：春分時，太阳直射点在赤道，此后北移。夏至時，太阳直射点在北回归线上，此后南移。秋分時，太阳直射点重回赤道，此后继续南移。冬至時，太阳直射点在南回归线上，此后北移。
如此周而复始的回归运动，周期为365日5时48分46秒，称为一个回归年。

## 地理意义
1. 太阳直射点的季节性移动引起全球热量分布变化。
2. 太阳直射点的季节性移动带动行星风系的南北偏移。
3. 太阳直射点的变化形成了全球的四季变化和昼夜交替。

## 计算太阳直射点纬度的简便方法
直射点纬度=90°-（当地正午太阳高度角+当地纬度）
得数若为负数，则太阳直射点在當地的异半球同一纬度數值。